# Livesa
Il Livesa è un torrente della provincia di Torino che attraversa la zona dell'Alto Canavese sfociando da sinistra nel torrente Malone.

## Percorso

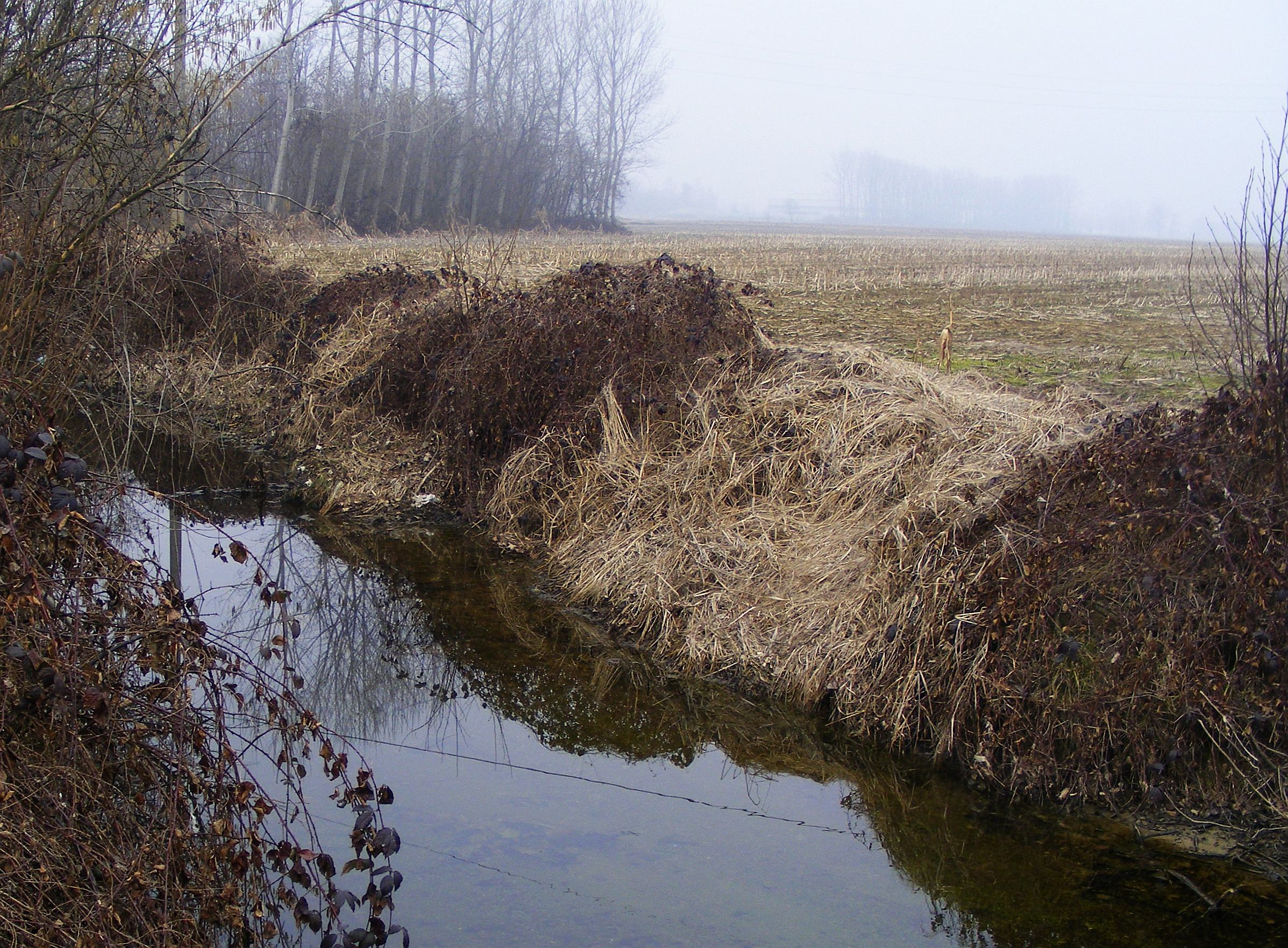
Favriasca tra Favria e Front

Nasce a sud-est del Monte Soglio (1.971 m) nei pressi dell'abitato di Prascorsano, nell'impluvio che si forma tra le propaggini orientali del Monte Soglio e l'eminenza granitica di Belmonte.
Nel tratto iniziale ha una portata ridotta e scorre in una piccola valle che ha scavato tra i depositi glaciali del torrente Gallenca e i disfacimenti del granito, all'interno della riserva naturale del Sacro Monte di Belmonte. Dopo svolta bruscamente ad est, percorre uno stretto canalone e con un breve corso torrentizio discende verso la pianura che raggiunge in comune di Valperga.
Prosegue ricevendo svariati contributi di rii e canali provenienti dalla piana rivarolese, fino a perdere una sicura identità a causa delle frequenti derivazioni idriche, le più antiche delle quali risalgono ad epoca imperiale (III secolo d.C. circa). In seguito riacquista una morfologia di tipo potamico, assumendo il nome di Rio Favriasca. Confluisce infine nel Malone all'altezza di Grange di Front, ai confini con la Riserva naturale della Vauda.

## Regime
È un corso d'acqua dal regime spiccatamente torrentizio e non esistono dati sulla sua portata e/o sulla lunghezza dell'asta fluviale né all'interno del Sistema Informativo dell'Autorità di bacino distrettuale del fiume Po né sui documenti di pianificazione delle risorse idriche della Regione Piemonte.